# Naevius Sabinus
Naevius Sabinus war ein antiker römischer Toreut (Metallarbeiter), der in der zweiten Hälfte des 1. Jahrhunderts in Kampanien tätig war.
Naevius Sabinus ist heute nur noch aufgrund von zwei Signaturstempeln auf Bronzekasserollen bekannt. Alle beide wurden in Pompeji gefunden. Neben Naevius Sabinus sind weitere Vertreter der Gens Naevius als Toreuten bekannt: neben dem bedeutendsten Vertreter Marcus Naevius Cerialis auch Marcus Naevius Felix, Lucius Lucius Naevius, Letzterer mit dem Cognomen Naevius. Hinzu kommen die drei Brüder Lucius Naevius Eleuther, Narcissus und Thesmus sowie deren früherer Besitzer Lucius Naevius Helenus, die als vascularii (Hersteller von Bronzegefäßen), wenn auch nicht in Kampanien, sondern in Rom tätig waren. Bei den Stücken handelt es sich um:
1. Bronzekasserolle, gefunden in Pompeji, heute im Deposito Archeologico Pompei.[1]
2. Bronzekasserolle, gefunden in Pompeji, heute im Deposito Archeologico Pompei.[2]

## Einzelbelege
1. ↑  Inventarnummer 8561; Richard Petrovszky: Studien zu römischen Bronzegefäßen mit Meisterstempeln. Leidorf, Buch am Erlbach 1993, S. 276, Nr. N.04.01.
2. ↑  Inventarnummer 8585; Richard Petrovszky: Studien zu römischen Bronzegefäßen mit Meisterstempeln. Leidorf, Buch am Erlbach 1993, S. 276, Nr. N.04.02.

| Personendaten    | Personendaten                              |
| ---------------- | ------------------------------------------ |
| NAME             | Naevius Sabinus                            |
| ALTERNATIVNAMEN  | Sabinus, Naevius                           |
| KURZBESCHREIBUNG | antiker römischer Toreut                   |
| GEBURTSDATUM     | 1. Jahrhundert v. Chr. oder 1. Jahrhundert |
| STERBEDATUM      | 1. Jahrhundert oder 2. Jahrhundert         |